# Kanton Harnes
Harnes (Nederlands: Harne) is een kanton van het Franse departement Pas-de-Calais. Het kanton maakt deel uit van het arrondissement Lens.

## Gemeenten
Tot en met 2014 omvatte het kanton Harnes volgende gemeenten:
- Estevelles
- Harnes (Harne) (hoofdplaats)
- Pont-à-Vendin (Wendenbrugge)

Vanaf 2015 zijn dat : 
- Billy-Montigny
- Bois-Bernard
- Fouquières-lès-Lens
- Harnes (Harne) (hoofdplaats)
- Noyelles-sous-Lens
- Rouvroy